# Mount Holly (New Jersey)
Mount Holly è un comune degli Stati Uniti d'America, situato nello stato del New Jersey, nella contea di Burlington, della quale è il capoluogo.